# Instituto de Investigación de las Naciones Unidas para el Desarrollo Social
El 'Instituto de Investigación de las Naciones Unidas para el Desarrollo Social (UNRISD) es un instituto autónomo dentro del sistema de las Naciones Unidas que realiza investigaciones multidisciplinarias y análisis de políticas sobre las dimensiones sociales de cuestiones contemporáneas de desarrollo. Fue establecido en 1963 para crear un espacio independiente dedicado al diálogo y a la investigación relevante para la política sobre importantes temas sociales.
La labor de dicho organización perteneciente a las Naciones Unidas consiste en velar por que la equidad social, la inclusión y la justicia sean piezas fundamentales del pensamiento, la política y la práctica del desarrollo. A tal efecto, este organismo hace hincapié en diversas temáticas.
- El contenido social, a menudo descuidado, y las repercusiones de los procesos de desarrollo sobre dicho contenido.

- Función de las instituciones, relaciones y actores sociales en la definición de las políticas y caminos de desarrollo.

Para ello, incorporan en su trabajo a investigadores, responsables de la formulación de políticas y actores de la sociedad civil de todas partes del mundo para generar y compartir conocimiento, con el fin de contribuir a la configuración de las políticas dentro y fuera del sistema de las Naciones Unidas, movilizan y fortalecen la capacidad de investigación de personas e instituciones de países en desarrollo por medio de análisis colaborativos y brindan un espacio para el intercambio de ideas, en el cual se da prominencia a los puntos de vista marginados y a menudo se cuestionan las corrientes predominantes de desarrollo y se ofrecen políticas alternativas.

## Labor
El UNRISD ha emprendido todos estos años un multidisciplinar trabajo en la investigación de la dimensión social de los asuntos de dimensión social guiados por la convicción de que un efectivo desarrollo de políticas sociales depende de forma vital de una comprensión del contexto sociopolítico.
Así, han llevado a cabo impactos notables en procesos de cambio estructural y social, interviniendo particularmente en estrategias y políticas de desarrollo.
Los estudios emprendidos por el UNRISD han desafiado con frecuencia las ideas de desarrollo convencionales, proveyendo alternativas visiones y políticas de desarrollo. Mostrado de forma clara, durante más de 50 años, en áreas tales como indicadores sociales de desarrollo, género, participación, sociedad civil y movimientos sociales, identidad y conflictos, responsabilidad corporativa, política social y sobre el impacto social de la globalización.
Gracias a su estatus autónomo y posición institucional dentro del sistema de las Naciones Unidas, UNRISD proporciona una oportunidad única de entablar e influenciar debates políticos actuales.

## Organización
El instituto está dirigido por Sarah Cook y posee además una sección de Comunicación y Alcance, encabezada por Jenifer Freedman, una de Administración y una tercera de Investigación.

## Estrategia institucional 2011-2014
Objetivos:
1. Investigación: Que el conocimiento generado por medio de las investigaciones realizadas por el UNRISD contribuyan a una mejor comprensión de, y un mayor pluralismo en su acercamiento a, el desarrollo social contemporáneo y los retos de reducción de la pobreza. Estudios: 
  1. Políticas sociales para un desarrollo sostenible e inclusivo.
  2. Las políticas y dinámicas institucionales de desarrollo social.
  3. Eventos especiales: Cambio climático como un asunto de desarrollo social- Conferencia, 2011 ; UNRISD 50.º aniversario, 2013—50 años de desarrollo social: Retrospectiva y Prospectiva.
2. Comunicación e Influencia: Que las investigaciones del UNRISD sean usadas por depositarios dentro del sistema de las Naciones Unidas, de la academia y de la sociedad civil, e influya en la política y práctica en materia de desarrollo social y reducción de la pobreza.
3. Seguridad financiera: Que la estabilidad y sostenibilidad institucional y financiera del UNRISD sea segura mediante un incremento en la financiación y una diversificación de las fuentes de la misma.

Se espera que haya una evaluación del resultado de la estrategia en 2013

## Estatutos
Los estatutos del UNRISD están disponibles en inglés y en francés en los siguientes enlaces